# Дардак
Дардак (на узбекски: Dardoq или Дардак) е  град в Узбекистан и административен център на Дардак.
Намира се в източната част на страната във Ферганската долина, близо до границата с Киргизстан. Населението му е 26 055 души (2015 г.).
|  | Тази страница частично или изцяло представлява превод на страницата „Дардак“ в Уикипедия на руски. Оригиналният текст, както и този превод, са защитени от Лиценза „Криейтив Комънс – Признание – Споделяне на споделеното“, а за съдържание, създадено преди юни 2009 година – от Лиценза за свободна документация на ГНУ. Прегледайте историята на редакциите на оригиналната страница, както и на преводната страница, за да видите списъка на съавторите. ВАЖНО: Този шаблон се отнася единствено до авторските права върху съдържанието на статията. Добавянето му не отменя изискването да се посочват конкретни източници на твърденията, които да бъдат благонадеждни. |